# Hall Tabakwaren
Die Hall Tabakwaren e.K, Inhaber Johannes Kayenburg-Hall ist ein Groß- und Einzelhandelsunternehmen für Tabakwaren mit Sitz in Mönchengladbach.
Das Unternehmen wurde 1903 als Einzelhandelsgeschäft für Zigarren, Rauchtabak und Zigaretten durch Josef Hall gegründet und wird heute in fünfter Generation von Johannes Kayenburg-Hall geführt.
Vom Stammsitz in Mönchengladbach und von zehn weiteren über das Bundesgebiet verteilen Standorten aus wird mit rund 760 Mitarbeitern der Groß- und Einzelhandel mit Tabakwaren betrieben. Im Großhandelsbereich werden rund 4150 gewerbliche Wiederverkäufer beliefert. Der Einzelhandel erfolgt über rund 28.750 Zigarettenautomaten.
Hall Tabakwaren ist Mitglied der DTV Tabakwaren-Vertriebsgesellschaft mbH & Co. KG. Michael Reisen-Hall, der Geschäftsführer des Unternehmens, ist 1. Vorsitzender des Branchenverbands Bundesverband Deutscher Tabakwaren-Großhändler und Automatenaufsteller (BDTA e.V:).